# Frontera entre Brasil y Guyana
La frontera entre la República Federativa de Brasil y la República Cooperativa de Guyana es una frontera internacional continua de 1605,8 kilómetros, la cual delimita los territorios de ambos países colindantes. En toda su extensión, la línea limítrofe trascurre por 698,2 kilómetros de ríos y canales y más de 907,6 kilómetros por las cuencas hidrográficas.
Los límites de Brasil con Guyana (ex Guayana Británica) se establecieron a principios del siglo XX, aunque se hicieron variados esfuerzos para demarcarla desde mediados del siglo XIX, cuando el Gobierno Imperial del Brasil protestó contra la fuerte penetración inglesa en la región de Pirara (ubicada al norte y oeste de los ríos Cotingo y Tacutu), así como la demarcación unilateral de la frontera occidental de Guyana por parte de Gran Bretaña cerca de Venezuela (también llamada línea Schomburgk). La frontera fue demarcada finalmente por el Tratado de Arbitraje de 1904 y por el Tratado Complementario de Límites y de Navegación Fluvial de 1926. El trabajo de caracterización está a cargo de la "Comisión Conjunta de Límites entre Brasil y Guyana", la cual ha desplegado 134 hitos.

## Historia

El Arbitraje de 1904 dividió el territorio de Pirara entre Brasil y la Guayana Británica, la parte asignada a los británicos es reclamada por Venezuela como parte de la Guayana Esequiba.

La región estuvo aislada durante mucho tiempo, aun después de que se llevó a cabo la colonización europea de América del Sur, y mientras que los portugueses colonizaron paulatinamente los límites de la Amazonia, los holandeses y sus sucesores británicos llegaron hasta los grandes ríos de la Guayana.
A pesar de que la preocupación por demarcar las fronteras de Brasil con Guyana iniciaron a principios del siglo XIX, el litigio duró, oficialmente, desde 1838 hasta 1842, periodo en la cual Robert Hermann Schomburgk, sabio prusiano, exploró la zona fronteriza británica desde 1835 y descendió en el río Tacutu en 1842 hasta su confluencia con el río Irengue, proclamando que toda el área estaba bajo dominio británico.
Los intentos de debate directo se llevaron a cabo entre 1843 y 1901, pero sin éxito. En 1901 se entregó la cuestión del arbitraje del rey de Italia, Víctor Manuel III, que determinó en 1904 que la región disputada por los dos países fueron divididos en dos partes, una de 13 570 km² y otro 19 630 km², que fue adjudicada respectivamente a Brasil y a Guyana. Dicha partición fue considerada una derrota para los brasileños, quienes además de poseer la parte más pequeña de la zona, habían fracasado en su intento de impedir el acceso de Inglaterra a la cuenca del Amazonas a través de sus afluentes. La disputa se conoce como Cuestión de Pirara.
Debido a la imprecisión cometida sobre el nacimiento del río Cotingo durante la demarcación de la frontera entre Brasil y Venezuela en 1884, se tuvo que realizar una ligera modificación al Tratado de Arbitraje el 22 de abril de 1926, que dio paso a la aprobación e instalación de los hitos de límites entre 1932 y 1939.

## Trazado de la frontera

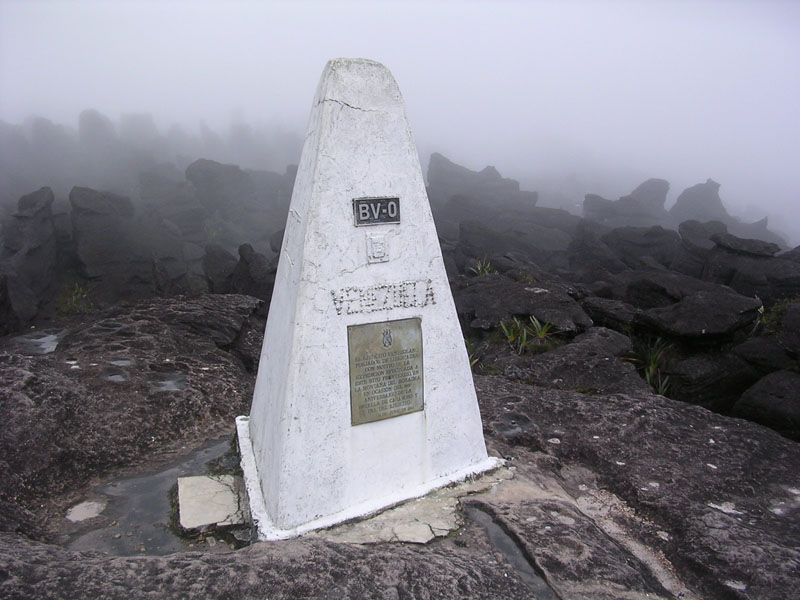
Punto trifinio entre Brasil, Guyana y Venezuela en el Monte Roraima.

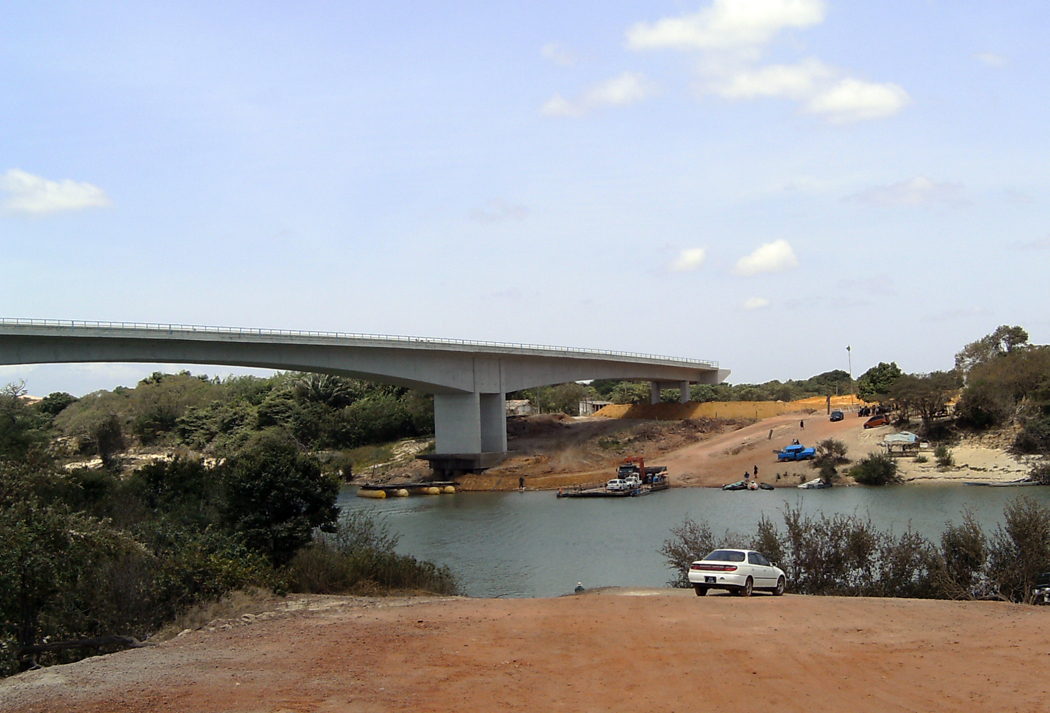
El puente sobre el río Tacutu, con la vista desde el lado brasileño de Guyana, en la ciudad de Lethem.

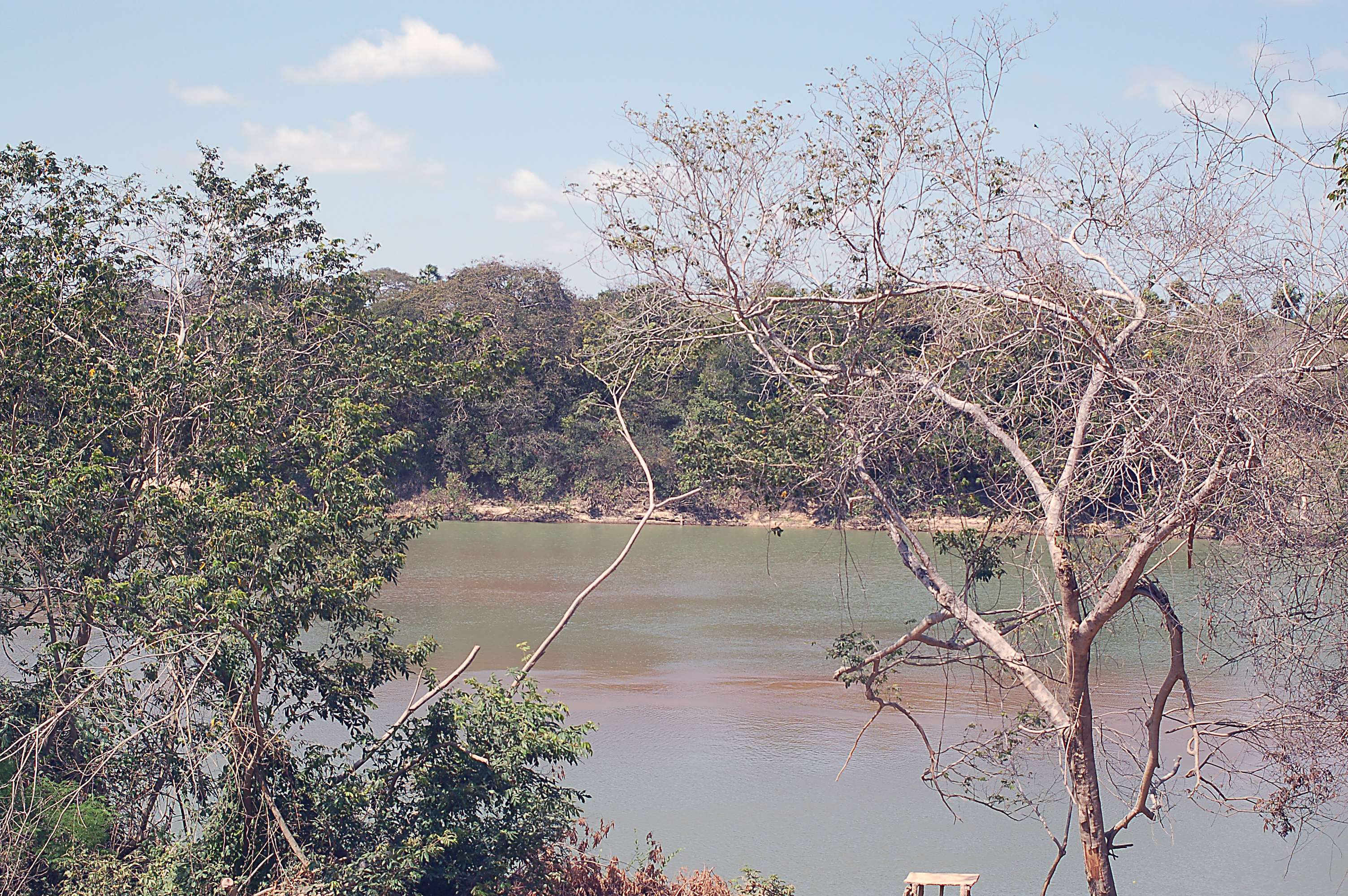
Río Tacutu entre Brasil y Guyana.

Según estos tratados, los límites entre Brasil y Guyana son los siguientes:
- La frontera entre Brasil y Guyana inicia en el punto triple donde se encuentran las fronteras del Brasil-Guyana-Venezuela, en el monte Roraima, entre las cabeceras de los ríos Arabopo y Cotingo, va hacia el noreste, pasando entre el salto Paikwa, al norte, y la catarata de Cotingo, que fluye hacia el sur, en Brasil, continuando hasta la colina Yacontipu. Del monte Yacontipu, la frontera sigue la divisoria de aguas de diversos ríos que fluyen al norte en territorio guyanés, siendo afluentes del río Mazaruni y en el sur desembocan en el río Cotingo. En este tramo se construyeron 15 hitos.

- Desciende hacia el sur por el río hasta su confluencia con el Tacutu, que, desde la perspectiva sur a norte, se desvía hacia el oeste a la izquierda entrando en territorio brasileño. En este tramo se construyeron 12 hitos.

- Continúa hacia el sur, hasta el nacimiento del río Tacutu, teniendo 18 hitos construidos en este tramo.

- De la fuente de Tacutu, la frontera sigue siendo la línea divisoria entre las aguas de la cuenca amazónica (en la parte correspondiente a Brasil) y las cuencas del Esequibo y Corentyne (del lado de Guyana), hasta el punto de convergencia de esta frontera con Surinam. En este tramo se construyeron 89 hitos.

## Puntos de cruce
Esta larga frontera es de difícil acceso. Posee partes bastante accidentadas en el este y el norte que son particularmente difíciles; solo la parte central, plana y cubierta por sabanas es más propicio para el movimiento.
El principal punto de cruce se encuentra en el límite oriental, al sur del río Tacutu, entre las localidades de Lethem en Guyana y Bonfim en Brasil. Con la construcción del puente se ha creado un nexo entre Boa Vista y Georgetown, ofreciendo no solo a Brasil, sino también al Mercosur en general, una apertura al espacio del Caribe e incluso de América del Norte. Una ruta alternativa existe entre la ciudad norteña de Normandia y Buena Esperanza.

## Las poblaciones y migraciones
La presencia indígena es muy importante en esta zona, y los diversos grupos étnicos (principalmente Macuxi, Pemón, Wapishana y Kapon) se distribuyen a ambos lados de la frontera que artificialmente divide su territorio. Esto facilita la práctica de los movimientos migratorios.
Las poblaciones de la frontera a menudo migran entre ambos países. En el siglo XX, mientras que la cuenca del Río Branco en Roraima fue colonizada gradualmente por los grandes terratenientes (los agricultores) que introdujeron la mano de obra brasileña forzada o remunerada, algunos pueblos amerindios migraron a Guyana, en aquellas zonas donde la crianza bovina se practicaba al mismo nivel que en Brasil, pero donde las condiciones de remuneración y nivel de desarrollo eran en general mucho mejores.
Poco después de la independencia de Guyana en 1966, los flujos se invirtieron. Después de la insurrección de Rupununi en enero de 1969, impulsado por los grandes agricultores de origen europeo con el apoyo de sus empleados amerindios y duramente reprimido por el ejército de Guyana, muchos de los habitantes del Rupununi huyeron a Brasil y Venezuela. Entonces, la mala gestión económica dirigida por el partido en el poder, People's National Congress, alimenta la emigración a Brasil, que todavía existe a pesar de los cambios políticos, debido principalmente a la diferencia en los niveles de vida entre ambos países.